# Mississippi Coast Coliseum
Mississippi Coast Coliseum är en inomhusarena i Biloxi, Mississippi i USA. Den har en publikkapacitet på upp till 15 000 åskådare beroende arrangemang. Inomhusarenan började byggas 1975 och invigdes i november 1977. Den har använts som hemmaarena för olika sportlag såsom Mississippi Sea Wolves (1996–2009).